# Иностранные войска на службе России
Иностранные войска на службе России — военные формирования иноземного происхождения, входившие в состав российских войск.

## Средние века
Первыми иностранными войсками, призванными на службу Руси, можно считать варяжскую дружину Рюрика, составлявшую его личную охрану. Согласно «Повести временных лет», в 941 году варягов-наёмников призвал князь Игорь, собиравший новое войско после неудачного похода на Византию: «Игорь же, пришедъ, и нача съвокупляти вои многы, и посла по варягы за море, вабя и́ на грѣкы, паки хотя поити на ня».
Боевые качества варягов побуждали и славянских купцов нанимать в Скандинавии вооружённые отряды иноземцев для охраны караванов и торговых городов от нападений печенегов. Со временем из этих наёмников образовались целые военно-торговые дружины, расположившиеся по всему торговому пути «из варяг в греки». Постепенно в эти дружины стал входить и русский элемент, а к концу X века эти дружины в значительной степени уже состояли из русских людей, и только командование ими вверялось иноземцам.
С раздроблением Руси на уделы и с началом раздоров между князьями последние стали призывать себе на помощь орды кочевников (половцев, монголо-татар и др.) за деньги или часть военной добычи. Московские государи, начиная с великого князя Ивана III, также пользовались услугами иноземных воинов и, сознавая недостатки национальных войсковых формирований, стали приглашать наряду с иностранными художниками и мастерами на российскую службу военных специалистов, вследствие чего появились устроенные по западноевропейскому образцу полки иноземной пехоты и конницы.

## Русское царство
Первоначально иноземцев нанимали, главным образом, для службы в «наряде», то есть для занятий инженерным и артиллерийским делом, а также для комплектования отрядов царских телохранителей, как это было при царе Иване Грозном. Из последних к концу XVI века при московском дворе образовалось особая «иноземная гвардия».
По словам австрийского дипломата Сигизмунда Герберштейна, ещё в 1521 году отец Грозного великий князь Василий Иванович набрал для войны с татарами «полторы тысячи пехотинцев из литовцев и всякого сброда», а затем нанял итальянских пушечных мастеров-литейщиков. 
Царь Борис Годунов (1598—1605) образовал из иноземцев (немцев, шотландцев, поляков, греков и др.) образцовую дружину, причём наёмники пользовались особыми льготами. Английский дипломат Джайлс Флетчер в своей книге «О государстве Русском» (1591) сообщает:

«Наемных солдат из иностранцев (коих называют немцами) у них в настоящее время 4300 человек, именно: поляков, т.е. черкас (подвластных полякам), около 4000, из коих 3500 размещены по крепостям; голландцев и шотландцев около 150; греков, турок, датчан и шведов, составляющих один отряд, в числе 100 человек или около того. Последних употребляют только на границе, смежной с татарами, и против сибиряков, а татар (коих иногда нанимают, но только на время), наоборот, против поляков и шведов, почитая благоразумнейшей мерой употреблять их на противоположной границе.»
Служивший с 1600 года Борису Годунову, а с 1605 года Лжедмитрию I француз Жак Маржерет сообщает в своих записках, что число служилых иноземцев в Москве, немцев, поляков и греков, простиралось до 2500, а ежегодное жалованье их составляло от 12 до 60 рублей, причём капитаны получали порой до 120 рублей, не считая пожалованной им земли.
Царь Василий Шуйский (1606—1610) также пользовался услугами иноземцев, призывая на службу целые полки пехоты и конницы. Так, для совместных действий с русскими войсками против поляков им были призваны шведы (3 тыс. пехоты и 2 тыс. конницы) под командованием Якоба Делагарди, который сначала дружно действовал с воеводой M. B. Скопиным-Шуйским, но после его смерти начал враждебные действия против России и, пользуясь смутою на Руси, захватил Новгород, Ладогу, Ивангород и Кексгольм и удалился в Швецию только после Столбовского мира.
При царе Михаиле Фёдоровиче (1613—1645) иноземные отряды приняли характер постоянных войск, являясь в то же время образцом для формирования обученных «иноземному строю» русских частей. Так, в 1630 году в Москве были собраны из мелкопоместных боярских детей 2 полка, численностью в 1 тыс. человек каждый, обучение которых было поручено немецким полковникам Александру Лесли и Францу Пецнеру. Лесли был послан в Швецию для найма 5 тыс. охочих пеших солдат, a полковник фон Дамм — в Данию для найма «регимента добрых и учёных солдат».
Таким образом, к середине XVII века наряду с национальными войсками в России начинают развиваться войска иноземного строя: полки солдатские, рейтарские и драгунские. Солдатские полки сперва сплошь комплектовались из иноземцев, но впоследствии состав их сделался смешанным. Полки эти имели европейскую организацию и состояли из мушкетёров и пикинёров (копейщиков). Пикинёры, вооружённые двухсаженными копьями, составляли лучшие роты в полку и получали больше жалования. Мушкетёры были вооружены мушкетами и саблями или шпагами. Все они носили латы и железные шлемы. Оружие y них было казённое. Солдатские полки носили имена своих командиров, имели свои знамёна, барабаны и пушки. Солдаты жили в Москве и по городам в особых солдатских слободках, в казённых домах, со своими семьями, и находились в ведении Иноземного приказа, откуда и получали жалованье. Как иноземные, так и русские солдаты получали жалованья по 3 рубля на платье и по 8 денег «поденного корму». Жалованье и кормовые выдавались помесячно.
Рейтары, как и солдаты, комплектовались также сперва исключительно из иноземцев и состояли в ведении Иноземного приказа. При Михаиле Фёдоровиче некоторым иноземцам-рейтарам были даны поместья и вотчины, a других посылали «на корм» в города. Отсюда появились два разряда иноземцев: поместные и кормовые. Рейтары по довольствию и жалованью стояли в одном разряде с городовыми дворянами. Их вооружение составляли шишак, латы, шпага, мушкет, карабины и два пистолета.
Драгуны несли конную и пешую службу, комплектовались иноземцами, но со времени Михаила Фёдоровича и русскими. Они собирались только на время похода, a по окончании его распускались по домам, a лошади с сёдлами и сбруей отсылались по областям на кормление, по одной лошади на 4 двора; в случае падежа область должна была выставить свою лошадь «одинаковой доброты» или же платить деньгами по 10 руб. за лошадь.
Постоянными войсками в полном смысле слова были только солдатские полки, все чины которых в мирное время считались на службе, хотя и могли заниматься ремеслом и торговлей. Драгуны в мирное время не собирались вовсе, a рейтары собирались только для обучения раз в год на 1 месяц, в остальное же время проживали в своих угодьях (преимущественно в окрестностях Смоленска).
Царь Алексей Михайлович в 1648 году назначил целые погосты крестьян и бобылей Новгородского уезда с деревнями и угодьями в драгунскую службу. Вследствие этого к середине XVII века состав иноземных полков был уже смешанным.

«Каждый полк, — сообщает австрийский дипломат Августин Мейерберг, — по своему устройству должен состоять из 2000 конников, разделенных на 11 отрядов (эскадронов), а офицерами в них ныне поставлены почти все иностранцы, по немецкому обычаю. Жалованья каждому иностранному полковнику — 40 руб. в месяц, …подполковнику — 18 руб., …майору — 16 руб.… Прочим же низшим должностным лицам, которые все Москвитяне, платится наравне с рядовыми, по 15 рублей в год каждому… Иноземцев набралась такая пропасть в Москву на царскую службу из Германии, Батавии, Англии, Шотландии и других стран: в 1662 году, кроме двух полных генералов и двух генерал-майоров, я мог бы прочитать записанные в моей памятной книжке имена более ста иностранных полковников, многих подполковников и майоров и назвал бы почти бесчисленное множество капитанов и прапорщиков. Всем им Алексей не тяготится платить жалованье даже и задаром в мирное время, чтобы иметь их всегда налицо при неожиданно наставшей войне…»
Высокую оценку русским драгунам даёт побывавший в Москве в 1670—1673 годах путешественник Яков Рейтенфельс:

«Третий род войска — двоякосражающиеся, обучены по немецкому образцу конной и пехотной боевой службе, и их ставят на одну доску с лучшими войсками, где бы то ни было. Ибо будучи обучены немцами, они, благодаря лучшему теоретическому военному образованию, а может быть и вследствие долголетнего упражнения, так усовершенствовались, что, кажется, превзошли самих себя. Те же иностранцы поставили и пешее войско у мосхов и артиллерию в настоящие время так, что русские уже сами ежегодно отливают пушки в большом количестве и весьма ловко управляют ими. Видя таковую пользу от иностранцев, царь с благодарностью повелел им никогда не служить в Московии рядовыми, но занимать исключительно почетные места в награду за эти услуги.»
Ценные подробности об иноземцах на военной службе в Московии содержат записки самих наёмников, в частности, немцев Генриха Штадена и Конрада Буссова, вышеназванного француза Маржерета, англичанина Генри Бреретона, литовского шляхтича Адама Каменского-Длужика и шотландца Патрика Гордона.

## Российская империя

### ПриПетре I
К началу XVIII века в Москве имелось: 1) иноземного войска постоянного: а) московских солдатских полков — 14 тыс. человек; б) поселенных солдат и драгун — 6 тыс. человек; 2) временно созываемого: а) солдат — 21 тыс. человек; б) рейтаров — 40 тыс. человек; в) драгун — 9 тыс. человек. Всего — 90 тыс. человек.
С учреждением регулярной армии в 1700 году иноземные войска в большей части были переформированы в полки регулярной пехоты и кавалерии.
В XVIII веке в России появляются иностранные войска, хотя и при несколько других условиях. Сюда, во-первых, относится Мекленбургский корпус, появившийся на российской территории в 1719 году, будучи вытесненным с территории Мекленбурга вместе с двумя союзными России полкам ганноверским войском, начавшим военные действия вследствие несогласий между Россией и Великобританией. Благодаря дружественному трактату, заключённому между Петром Великим и герцогом Мекленбургским, мекленбургский корпус (ок. 2 тыс. человек) был причислен к составу российских войск и расположен на Украине, получая довольствие от Российского правительства, где находился до 1743 года, когда был расформирован.
Целые отдельные части войск комплектовались из южнославянских выходцев из Турции и Австрии, как то: сербов, арнаутов, молдаван, валахов и др. Впервые пример такого комплектования был произведён в 1707 году Петром I, который, находя необходимым иметь лёгкую кавалерию, поручил венгерскому выходцу Кичегу сформировать из балканских иноземцев особую команду под названием «волошской хоронгви». Во время Прутского похода 1711 года числилось уже 6 «волошских хоронгвей», и, кроме того, были сформированы «хоронгви» сербская и польская. По возвращении с берегов Прута войска эти вследствие дороговизны их содержания были расформированы, за исключением трёх 5-сотенных команд: «венгерской», «волошской» и «казачьей», просуществовавших до конца войны со Швецией. Взамен их «Высочайшей грамотой» от 27 октября 1725 года было разрешено сербу майору Албанец сформировать «гусарские полки», но из-за смерти Петра I комплектование их было остановлено в самом начале.

### ПриЕлизавете Петровне
В 1741 году, ввиду умножения числа южных славян и кавказцев, годных для несения военной службы, было издано повеление ο формировании из них 4 гусарских полков — Сербского, Венгерского, Молдавского и Грузинского.
Затем, начиная с 1741 года, полковником австрийской службы Хорватом постепенно набираются полки из тех же выходцев. К 1759 году полковник Хорват организовал уже 8 таких полков, причём для поселения этих частей были назначена земля за Днепром, между устьями pек Каварлыка и Аляльника. Область эта была названа «Новой Сербией», a земля между pеками Бахмутом и Луганью, заселённая исключительно сербскими выходцами, — Славяносербией. В главном пункте Новой Сербии, Новомиргородском шанце, полковником Хорватом был организован особый постоянный гарнизон из 4 рот. До 1764 года все эти иностранные войска имели иррегулярный характер и были только военными поселениями, но с этого года уже само правительство переформировало их в регулярное войско (Чёрный, Жёлтый, Самарский, Бахмутский гусарские полки и Елисаветградский, Луганский, Донецкий и Днепровский пикинёрные полки).

### ПриПетре III
В России появились так называемые Голштинские войска. Ещё будучи наследником, Пётр III перевёл в Россию небольшой отряд своих голштинских войск, расквартировав их около Ораниенбаума. Отряд этот (личное войско наследника) постепенно увеличивался переводами из Голштинии новых частей. Со вступлением на престол Петра III его «голштинская гвардия» приобрела первенствующее значение в Российской армии и была поставлена образцом для всего прочего войска.
Из Германии прибыли два дяди Петра III, голштинские принцы: Георг и Пётр, из которых первый был назначен фельдмаршалом российских войск. Офицеры-голштинцы получили высшие назначения в армии и пользовались различными преимуществами и милостями, так же, как и нижние чины. Последние вели непристойный образ жизни, проводили дни и ночи в пьянстве и способствовали росту народного возмущения и на государя.

### ПриЕкатерине II
С восшествием на престол Екатерины II положение голштинцев изменилось. Их отряды, находившиеся в Ораниенбауме и Кронштадте, были расформированы: собственно голштинцев отпустили в Германию, a находившиеся в их рядах русские и «прочие здешние» были приняты на российскую службу в тех же чинах. Расформирование голштинских отрядов было поручено генерал-поручику В. И. Суворову, который выполнил поручение за 3 недели и уже 22 июля 1762 года доложил Сенату ο выезде всех иноземцев на родину.
Во время войн с Турцией и Польшей (1765—1791) неоднократно формировались из южнославянских, албанских, греческих, арнаутских и молдавских выходцев казачьи полки: майоров Лалаша, Левиза, Фриза, Кастрова и Шенка, причём части эти обычно распускались по окончании войны. Такие же части, в количестве 3 пеших и 2 конных полков, были сформированы в 1806 году, волонтёры которых были впоследствии причислены к Буджакскому поселённому войску.

### ПриПавле I
В 1799 году в состав Российской армии снова вошли иностранные войска в виде корпуса принца Луи-Жозефа Конде, который в 1789 году покинул Францию и за свой счёт сформировал отряд в 7 тыс. человек из французских эмигрантов. Первоначально он присоединился с ними к австрийскому генералу Вурмзеру. В 1793 году этот корпус сражался против французской республики, a после мира в Кампо-Формино присоединился к российским войскам, действовавшим под командованием генерал-фельдмаршала А. В. Суворова в Швейцарии, и был распущен только в 1800 году.
В состав корпуса Конде входили полки: французский дворянский (принца Конде), французский гренадерский (герцога Бурбона), немецкий (герцога Гогенлоэ), дворянский драгунский (герцога де Берри), драгунский (герцога д’Энгиена). Чины корпуса Конде получали довольствие от российского правительства и носили обмундирование, общее с российскими драгунскими и мушкетёрскими полками, и только на гренадёрских шапках, офицерских знаках и знамёнах имели изображение «бурбонских линий».

### ПриАлександре I
В 1812 году, во время Отечественной войны 1812 года, был сформирован Русско-германский легион из немецких волонтёров, перебежчиков и пленных солдат из частей в составе армии Наполеона. Он служил в Северной Германии в корпусе генерала Вальмодена и в 1815 году был присоединён к прусской армии.
В 1815 году императорский указ ограничил приём иностранцев на российскую военную службу.

### ПриНиколае I
В 1854 году, во время Крымской войны, в Севастополе был сформирован Греческий легион императора Николая I, набранный из греков, албанцев, молдаван и валахов. Этот легион участвовал в обороне Севастополя и был распущен по окончании войны.

### При Николае II
В Русской императорской армии во время Первой мировой войны нёс службу Сербский добровольческий корпус, основу которого составляли сербские, хорватские и словенские солдаты, воевавшие на стороне Австро-Венгрии и попавшие в русский плен (часть из них затем участвовали в Гражданской войне как на стороне красных, так и белых). Из чешских и словацких военнопленных была сформирована Чешская дружина, которая претерпела ряд изменений, преобразовавшись в итоге в Чехословацкий легион, который вскоре поднял мятеж и фактически развязал Гражданскую войну в России.
Помимо них, в Русской императорской армии также присутствовали Румынский добровольческий корпус, костяк которого составляли румыны из австро-венгерской армии, попавшие в русский плен, и Армянский корпус, собранный из армян с российским подданством и армянских добровольцев со всего мира.
Отправленные союзниками на Восточный фронт Бельгийский экспедиционный корпус, Британский бронедивизион, Французский авиационный дивизион также находились в составе русской армии. Хотя отдельного японского полноценного формирования реализовать не удалось, Япония направила в Россию небольшие группы японских военных специалистов, инструкторов-артиллеристов и водолазов, а также несколько десятков наблюдателей и других официальных представителей японских вооружённых сил, которые были интегрированы в русскую армию, включая и небольшое число японских добровольцев, пожелавших сражаться на стороне России.

## В СССР
Во время Великой Отечественной войны в составе РККА действовали части, укомплектованные иностранцами — как гражданами стран Антигитлеровской коалиции, так и деятелями Сопротивления из стран блока Оси. В частности, в составе советской армии нёс службу 1-й Чехословацкий армейский корпус с входившими в его состав подразделениями (1-я пехотная, 2-я воздушно-десантная и 3-я пехотная бригады, 1-я танковая бригада и т.д.), 1-я отдельная Югославская пехотная бригада, 1-я и 2-я армии Народного войска польского, французская эскадрилья «Нормандия — Неман» и другие части.

## Российская Федерация
Ещё в 2004 году начальник Главного организационно-мобилизационного управления Генштаба генерал Василий Смирнов сообщал, что в рядах ВС РФ несут контрактную службу 11 подданных иностранных государств. В 2008 году это число составляло 295 человек (из них 89 граждан Таджикистана и 66 граждан Узбекистана), а в 2011 году число сократилось до 107 человек. 2 января 2015 года президентом России Владимиром Путиным были подписаны поправки в принятое 16 сентября 1999 года «Положение о прохождении воинской службы», согласно которой иностранные граждане получили право проходить контрактную службу в Вооружённых силах Российской Федерации. Согласно поправкам, иностранцы могли служить на должностях рядового и сержантского состава: они должны были владеть в обязательном порядке русским языком, их возраст на момент заключения первого контракта (на 5 лет) должен был составлять от 18 до 30 лет, а у самих иностранцев не должно было быть проблем с законом. Новые поправки позволили иностранцам участвовать в выполнении задач в условиях военного положения и в условиях вооружённых конфликтов.
28 мая 2022 года Владимир Путин подписал указ об отмене верхнего предельного возраста для любых контрактников, а 14 ноября 2022 года подписал указ, официально разрешающий иностранцам проходить службу в ВС РФ без ограничений — иностранцы получали право проходить службу по контракту, а лица с двумя гражданствами (РФ и иного государства) подлежали призыву в армию на срочную службу. В то же время оставалось в силе требование об отсутствии обвинительного приговора, неснятой судимости или осуществлении следственных действий в отношении гражданина. Осенью 2022 года было официально упрощено получение российского гражданства иностранными гражданами, в течение года проходившими контрактную службу в российской армии (до этого квалифицирующий срок составлял пять лет).

## Комментарии
1. ↑  «Черкасами» в России в XVI—XVII вв. называли запорожских казаков или расселённых на южных рубежах польских военнопленных.
2. ↑  Так он именовался в документах по-русски. Более известен под именем принца Карла Йозефа Эрнста Юстина Гогенлоэ-Бартенштейнского[нем.][13] (1766—1838) — младший брат князя Людвига Алоизия цу Гогенлоэ-Вальденбург-Бартенштейна и будущий (c 1803) князь цу Гогенлоэ-(Вальденбург)-Ягстберг (нем. Karl Joseph Ernst Justin von Hohenlohe-Waldenburg-Jagdstberg)[14].